# Muiria hortenseae
Muiria es un género monotípico de plantas suculentas perteneciente a la familia Aizoaceae. Su única especie: Muiria hortenseae N.E.Br., es originaria de Sudáfrica.

## Descripción
Es una pequeña planta suculenta perennifolia que alcanza un tamaño de 5 cm de altura y se encuentra a una altitud de 550 - 630 metros en Sudáfrica.

## Sinonimia
- Gibbaeum hortenseae (N.E.Br.) Thiede & Klak[1][2]